# لمى أبو عودة
لمى أبو عودة هي أستاذة وكاتبة أمريكية من أصل فلسطيني، تدرّس في مركز القانون بجامعة جورجتاون، ولها كتابات على نطاق واسع في مجال القانون الإسلامي والأنثوية والقانون الأسري.
ولدت لمى أبو عودة في العاصمة الأردنية عمان عام 1962، وهي ابنة عدنان أبو عودة عضو مجلس الأعيان الأردني سابقا ومندوب الأردن الدائم في الأمم المتحدة سابقا، وقد حصلت لمى أبو عودة على شهادة الليسانس في الحقوق من الجامعة الأردنية، وعلى ماجستير في القانون من جامعة بريستول في إنكلترا، والماجستير في الفنون (دراسات عليا) من جامعة يورك في إنكلترا، ودكتوراه في القانون من جامعة هارفاد في كامبردج بولاية ماساتشوستس، الولايات المتحدة الأمريكية.
عملت كمدرسة في كلية الحقوق بجامعة ستانفورد في ستانفورد، الولايات المتحدة الأمريكية، وعملت في البنك الدولي قسم منطقة الشرق الأوسط وشمال أفريقيا، وهي حاليا تعمل كمدرسة في مركز الحقوق بجامعة جورجتاون في واشنطن العاصمة، الولايات المتحدة الأمريكية.
كما وكتبت لمى أبو عودة عن الصراع الفلسطيني الإسرائيلي، وعبرت عن دعمها لحل الدولة الواحدة، أي إقامة دولة واحدة ثنائية القومية.